# Queen's Quarter

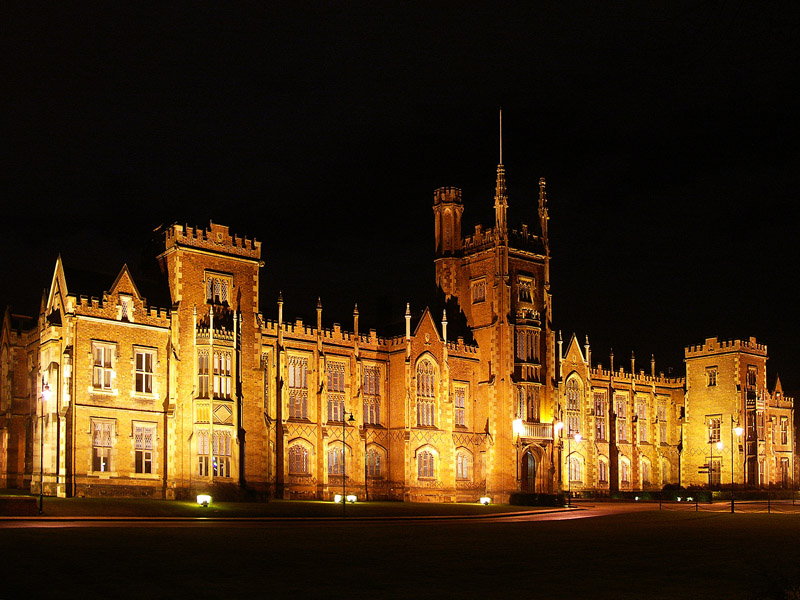
La Queen's University Belfast

Il Queen's Quarter, noto anche come University Quarter, è il quartiere più meridionale di Belfast, in Irlanda del Nord, e prende il nome dalla Queen's University Belfast, la più grande università dell'Irlanda del Nord. Al centro del quartiere si trova l'edificio principale dell'Università, il Lanyang Building, progettato dall'architetto Sir Charles Lanyang.
In questa zona si svolgono molti eventi culturali.
Gran parte del quartiere è vicino ai Giardini Botanici, un giardino di 110.000 metri quadrati aperto nel 1828. Il più grande museo dell'Irlanda del Nord, l'Ulster Museum, si trova nel quartiere accanto a un'antica abbazia, uno dei siti cristiani più antichi di Belfast.